# Czesko-Morawska Konfederacja Związków Zawodowych
Czesko-Morawska Konfederacja Związków Zawodowych (cz. Českomoravská konfederace odborových svazů, ČMKOS) – czeska centrala związkowa założona w 1990.

## Historia
Organizacja oficjalnie powstała 5 kwietnia 1990, a jej pierwszym prezesem został Vladimír Petrus. Statut przyjęto 19 maja tego samego roku.
W 2014 na Prezesa ČMKOS został wybrany Josef Středula. Doczekał się reelekcji w 2018 oraz w 2022